# Grumman F9F Cougar
Pour les articles homonymes, voir Grumman F9F.
Le Grumman F9F Cougar est un avion de chasse américain des années 1950, embarqué à bord de porte-avions. C'est un dérivé du Grumman F9F Panther sur lequel les ailes droites ont été remplacées par des ailes en flèche plus modernes. La marine américaine a considéré le Cougar comme une version actualisée du Panther, bien qu'ayant un autre nom officiel. Le Cougar a donc commencé sa carrière sous la désignation F9F-6.

## Conception et développement

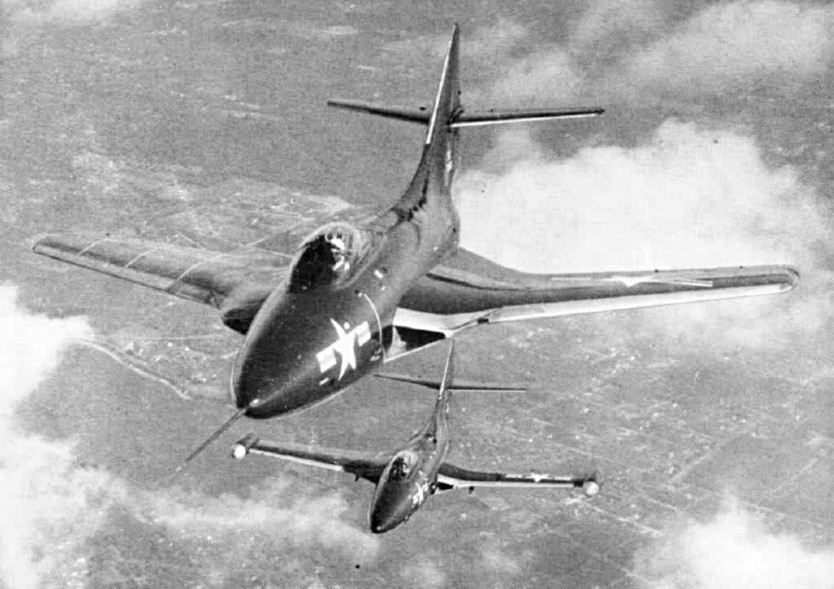
Un Cougar à ailes en flèche F9F-6 (premier plan) et un F9F-5 Panther à ailes droite.

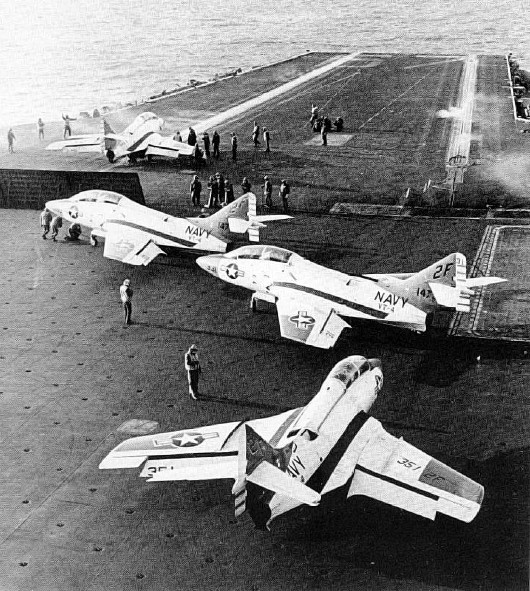
Lancement des derniers TF-9J de l'US Navy à bord de l', 1974.

Des prototypes ont été produits en modifiant rapidement le Panther, et le premier (XF9F-6) a volé le 20 septembre 1951. L'avion était toujours subsonique, mais le nombre de Mach critique a été augmenté de 0,79 à 0,86 au niveau de la mer et à 0,895 à 35 000 pieds (10 000 m), améliorant sensiblement les performances du Panther. Le Cougar est cependant arrivé trop tard pour entrer en service dans la guerre de Corée, et les capacités au combat du Cougar contre ses ennemis potentiels, tels que le MiG-15 soviétique (aussi subsonique, mais non embarqué) restent évidemment du domaine de la conjecture.
La production initiale (646 unités) fut le F9F-6, livré de mi-1952 à juillet 1954. L'armement était de quatre canons M2 de 20 mm dans le nez avec la possibilité de deux bombes de 1 000 lb (454 kg) ou deux réservoirs largables de 150 US gal (570 l) sous les ailes. La plupart étaient équipés d'une antenne radioélectrique de radioralliement UHF sous le nez, et certains ont été équipés d'une perche pour le ravitaillement en vol. Il fut rebaptisé F-9F en 1962. Soixante avions de reconnaissance F9F-6P ont été construits avec des caméras en lieu et place des canons du nez.
Après le retrait du service, de nombreux F9F-6 ont été utilisés comme des drones pour la formation au combat, désigné F9F-6K, ou comme administrateurs de drones, désigné F9F-6D. Le F9F-6K et le F9F-6D ont été rebaptisés respectivement QF-9F et DF-9F.
Le F9F-7, la version suivante, a été équipée du moteur Allison J33 à la place du Pratt & Whitney J48. 168 ont été construits, mais le J33 s'est montré à la fois moins puissant et moins fiable que le J48. Presque tous ont été modifiés pour installer le J48, et il était alors impossible de les distinguer du F9F-6. Ils furent rebaptisés F-9H en 1962.
Le F9F-8 fut la version finale du chasseur. Il avait un fuselage élargi de 20 cm et des ailes modifiées avec plus de corde et de surface, pour améliorer la faible vitesse, plus d'incidence pour donner plus de place pour les réservoirs de carburant. 601 appareils ont été livrés entre avril 1954 et mars 1957. La plupart furent dotés d'une perche de ravitaillement et, en fin de production, pouvaient emporter sous les ailes quatre missiles air-air AIM-9 Sidewinder. La plupart des avions précédents furent modifiés dans cette configuration. Un certain nombre, rebaptisés F-9J en 1962, ont été munis d'équipements de bombardement nucléaire.
Le F9F-8B était un F9F-8 converti en chasseur d'attaque monoplace, rebaptisé ensuite AF-9J.
110 F9F-8P destinés à la reconnaissance photographique ont été produits avec une modification importante du nez pour le transport des caméras. Ils ont été réaffectés après 1960 aux escadrons de réserve. En 1962, les F9F-6P et F9F-8P restants ont été re-désignés respectivement RF-9F et RF-9J.

### Modifications apportées aux F9F-8 pour les convertir en F9F-8P

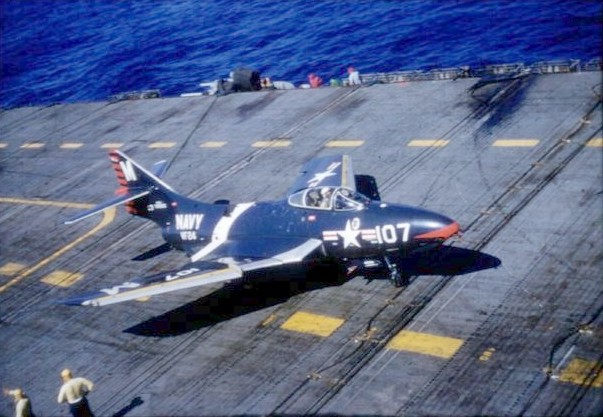
Un F9F-6 du VF-24 sur le en 1955.

Les modifications visant à enlever les armes et matériels connexes et à incorporer les appareils photographiques, le pilote automatique, leurs commandes et leurs instruments ont entraîné les changements suivants :
- Réaménagement des équipements électroniques installés dans la zone recouverte par le nez du fuselage, allongement de celui-ci de 30 cm et raccourcissement de la partie coulissante.
- Réaménagement des consoles gauche et droite et du panneau d'instruments principal pour libérer de l'espace pour les contrôles de l'équipement supplémentaire.
- Quelques changements mineurs dans la structure du fuselage et l'installation d'équipement pour fournir le contrôle nécessaire et les conduits d'air chaud provenant du compresseur du moteur, utilisé pour le dégivrage de la fenêtre de l'appareil photo et le chauffage du compartiment photo.
- Suppression de tout l'armement et du système de contrôle de l'armement, suppression du radar AN/APG-30 et installation de plaques de blindage supplémentaires[2],[3].

Entre 1956 et 1960, la Marine a acquis 377 F9F-8T, avion de formation à deux places. Ils ont été utilisés jusqu'en 1974 pour la formation avancée, l'entraînement au maniement des armes et à l'appontage. Ils étaient armés de canons jumeaux de 20 mm et pouvaient transporter une pleine charge de bombes ou missiles. Dans le reclassement de 1962, on les appelait TF-9J.

## Histoire opérationnelle
Les premiers F9F-6 furent affectés à l'escadron de la flotte VF-32 à la fin de 1952. Le premier escadron F9F Cougar à être réellement déployé fut le VF-24, affecté au USS Yorktown en août 1953. Il arriva trop tard sur le théâtre coréen pour participer à la guerre aérienne.
Le F9F-8 a été retiré du service en première ligne en 1958-59, remplacé par le Grumman F11F Tiger et le Vought F-8 Crusader. La réserve s'en est servie jusqu'à la mi-1960, mais aucune des versions monoplace n'a servi pour la guerre du Viêt Nam.
La seule version du Cougar ayant été au combat est l'appareil de formation TF-9J (F9F-8T jusqu'en 1962). Quatre Cougar du H&MS-13 ont été utilisés dans le rôle de commandement aéroporté, pour diriger des frappes aériennes contre des positions ennemies au Sud-Viêt Nam en 1966 et 1967. Le TF-9J eut un long service dans l'US Navy, mais le Cougar amélioré (avec le moteur J52) fut battu lorsque l'US Navy sélectionna le TA-4F à sa place. Le dernier fut réformé lorsque le VT-4 a été rééquipé (février 1974). Un F9F-8T, BuNo 14276, a été mis au Musée de l'Air Pensacola.
La seule armée étrangère à utiliser le Cougar F9F fut la marine argentine qui a aussi utilisé le F9F Panther. Deux appareils de formation F9F-8T ont été acquis en 1962, et ont servi jusqu'en 1971. La marine argentine, après plusieurs tentatives infructueuses, a réussi à obtenir la livraison des deux cellules en profitant d'une erreur de désignation de la bureaucratie, mais les États-Unis ont refusé d'envoyer les pièces de rechange pendant les années suivantes. Le Cougar a été le premier jet à passer le mur du son en Argentine.

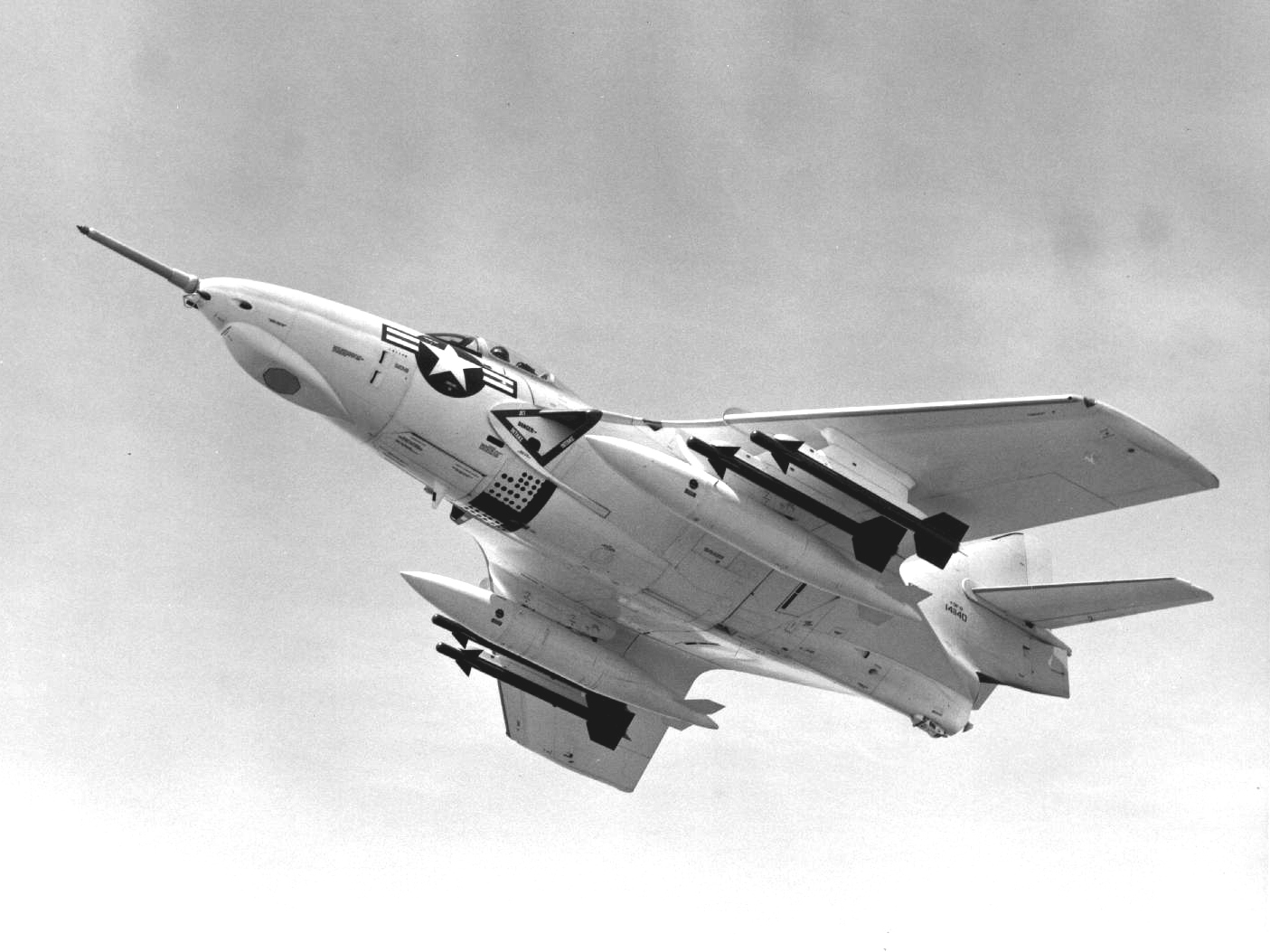
Le F9F-8 était équipé d'une perche de ravitaillement en vol et de missiles Sidewinder.
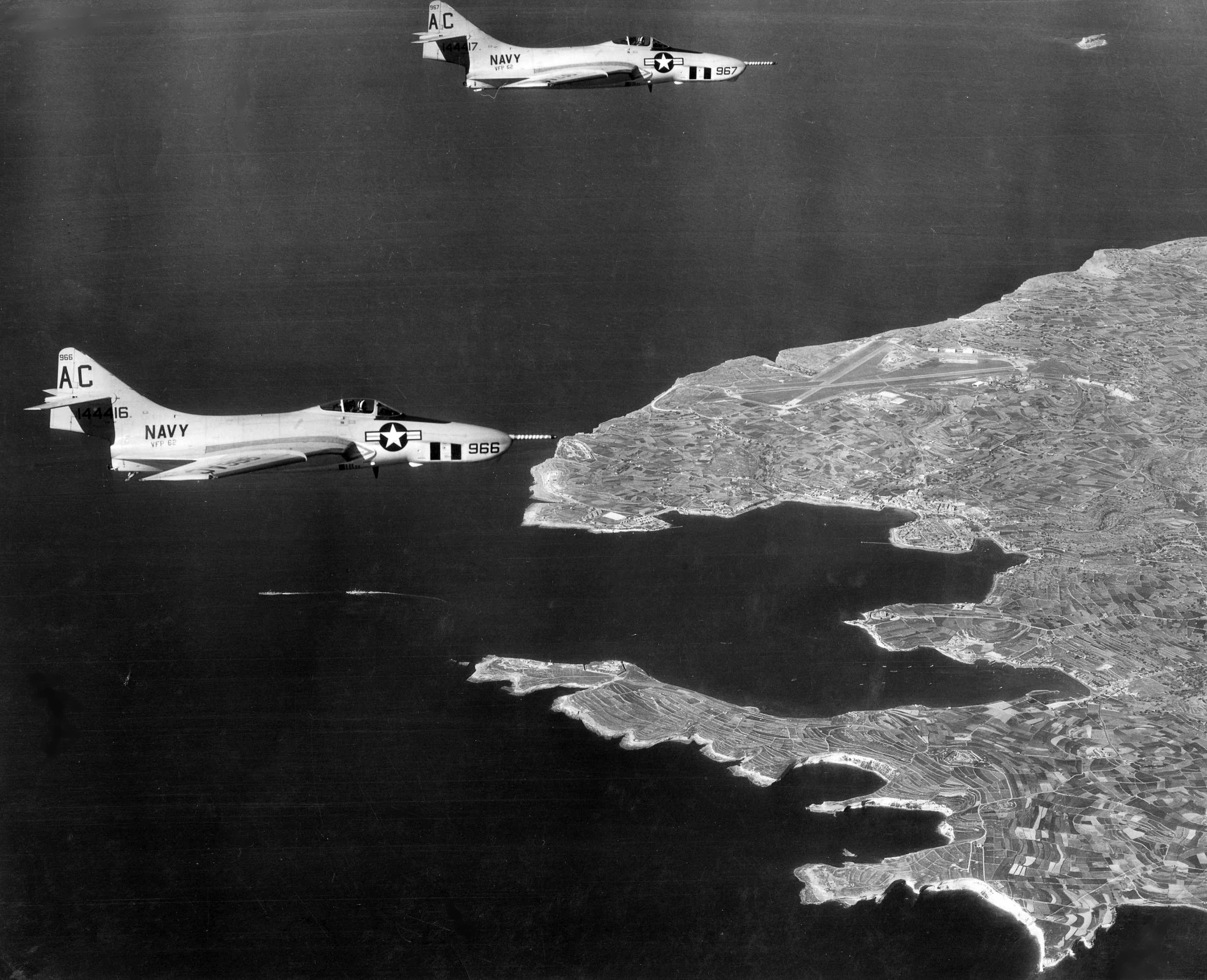
Deux F9F-8P du VFP-62 survolant Malte en 1958.
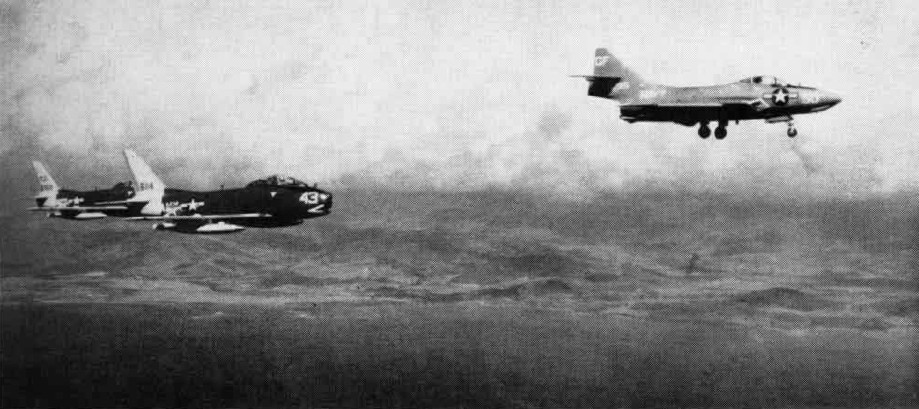
Un drone F9F-6K en 1959.
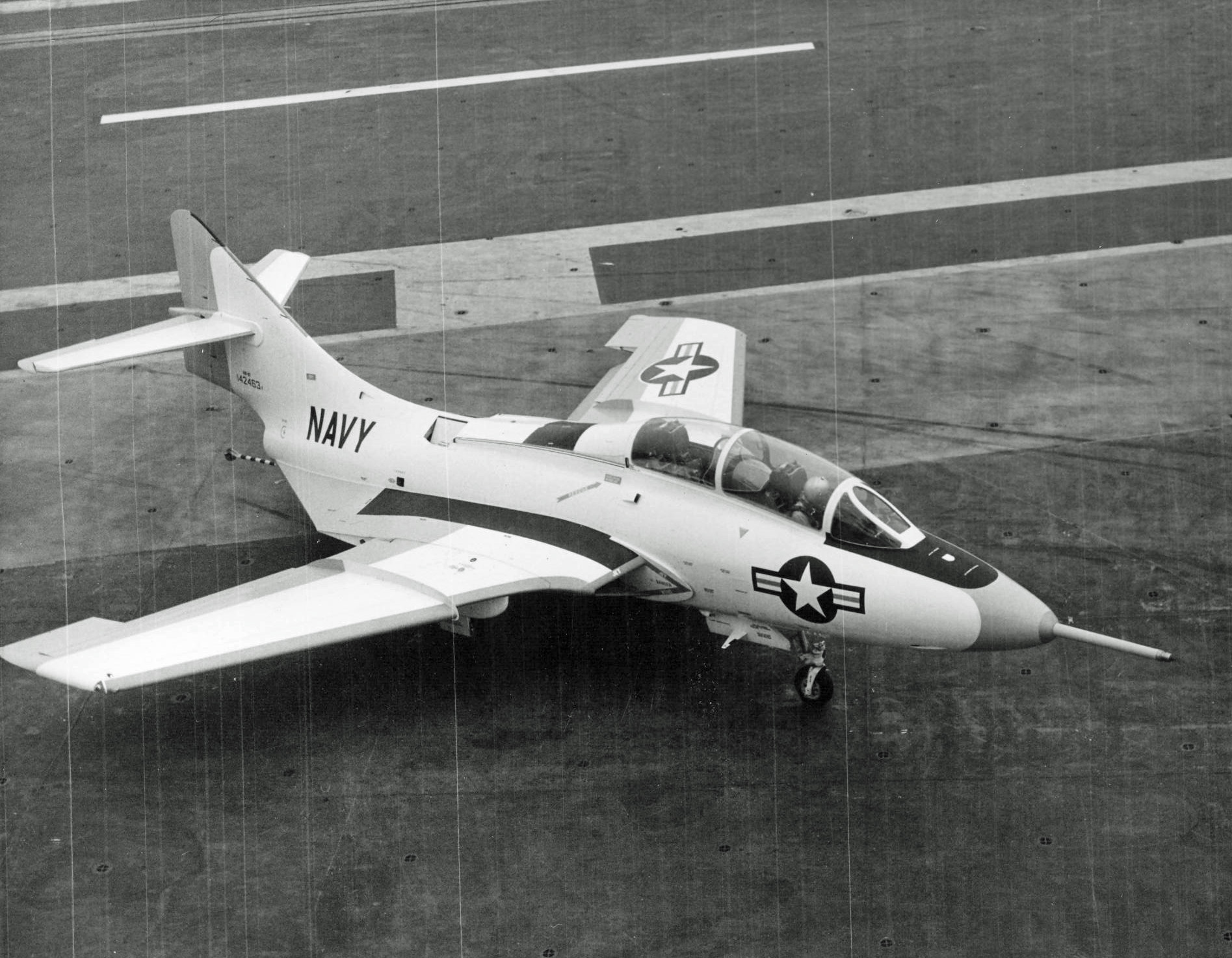
Un F9F-8T sur l'USS Saratoga.

## Caractéristiques des (F9F-8/F-9J)
XF9F-6Les trois premiers prototypes du F9F Cougar.
F9F-6646 construits ; renommé "F-9F" en 1962.
F9F-6P60 construits pour la reconnaissance.
F9F-6Dcontrôleur de drone, converti à partir du F9F-6 ; renommé "DF-9F" en 1962.
F9F-6Ksans nom, drone pour l'entraînement au combat, converti à partir du F9F-6 ; nommé "QF-9F" en 1962.
F9F-6PDadministrateurs de drones, converti à partir du F9F-6P; Rebaptisé "DF-9F" en 1962.
F9F-6K2version améliorée de la cible téléguidée F9F-6K, converti à partir F9F-6 ; renommé "QF-9G" en 1962.
F9F-7168 construits avec le moteur Allison J33, la plupart convertis pour reprendre le J48 ; renommé "F-9H" en 1962.
F9F-8601 unités ; renommé "F-9J" en 1962, armement jusqu'à quatre missiles AIM-9 Sidewinder.
YF9F-8Bprototype d'un avion monoplace chasseur d'attaque converti à partir d'un F9F-8, plus tard renommé "YAF-9J".
F9F-8BF9F-8 converti en chasseur d'attaque monoplace - ; renommé "AF-9J".
F9F-8P110 versions reconnaissance photo.
YF9F-8Tavion F9F-8 converti en prototype du F9F-8T d’entrainement ; enommé YTF-9J.
F9F-8T377 biplaces d’entrainement ; renommé TF-9J en 1962.
NTF-9Jdeux TF-9J utilisés à fin de tests.
YF9F-9désignation initiale du prototype du YF11F-1 Tiger. Premier vol le 30 juillet 1954 ; renommé en avril 1955.

## Utilisateurs
Argentine
- Marine argentine

 États-Unis
- United States Navy
- United States Marine Corps

## Avions en exposition

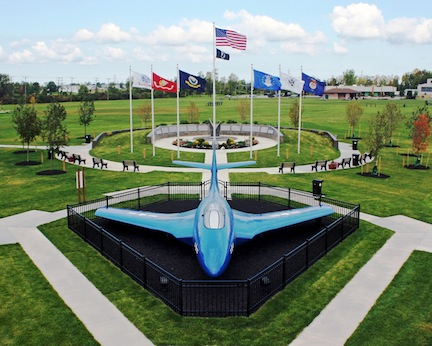
Le F9F-6P Cougar au Town of Tonawanda Veterans Memorial.

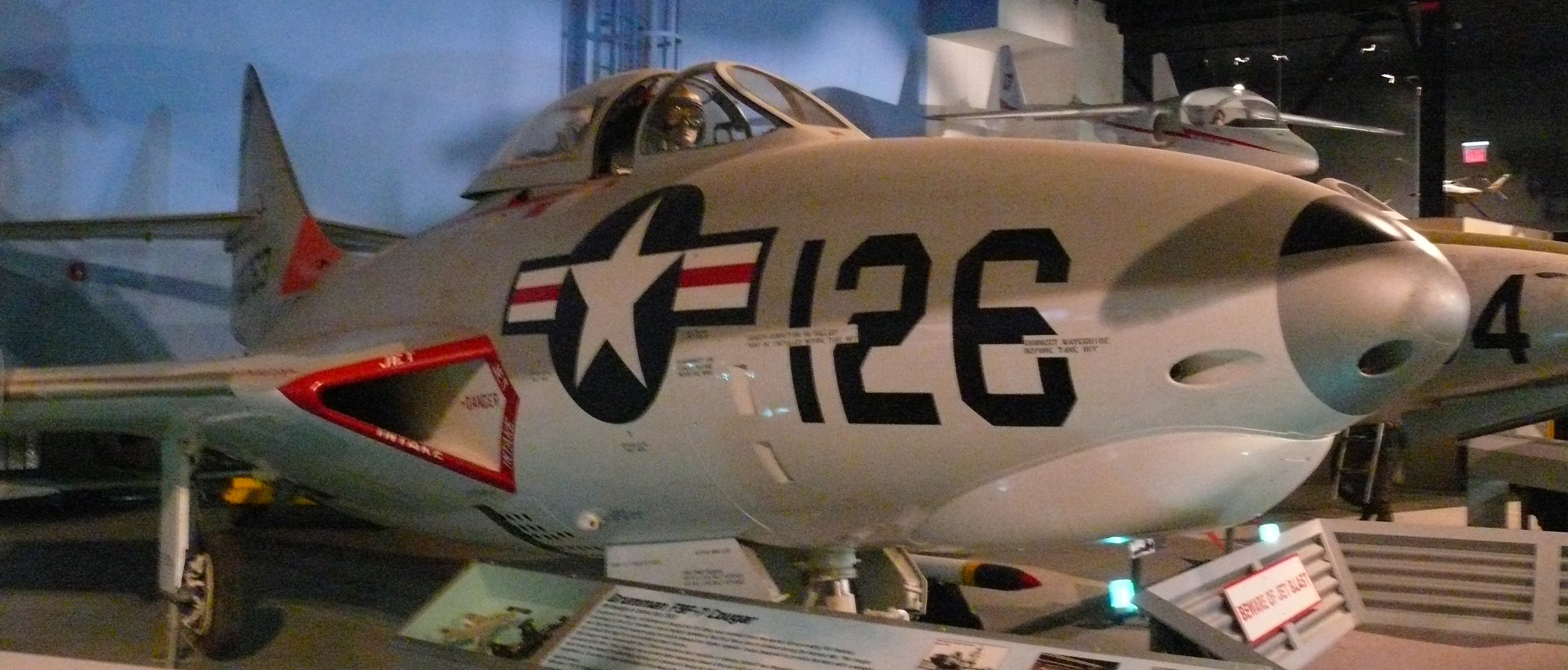
F9F-7 au Cradle of Aviation Museum

Un Cougar TF-9J est placé dans les hangars du pont de l'USS Yorktown au Patriot's Point Naval & Maritime Museum à Mount Pleasant en Caroline du Sud.
Le Town of Tonawanda Veterans Memorial (en) dans la ville de Tonawanda, New York dispose d'une cellule de Cougar F9F-6P prêtée à la ville par le gouvernement américain et qui est exposée sur le site depuis mai 1959. Lors de la construction du mémorial, en été 2009, un atelier de réparation automobile local s'est porté volontaire pour remettre en état le F9F-6P. Pour remettre en état la structure en aluminium, les bénévoles ont retiré la vieille peinture, pilé les bosses, rempli les fissures et les lacunes, ont repeint toutes les surfaces, et appliqué des décalcomanies sur le fuselage et les ailes. L'ensemble du travail a duré environ trois semaines. Toutefois, la couleur bleue et les marquages ne représentent aucun camouflage historique de la marine américaine. Depuis son installation, le F9F-6P avait été utilisé comme une pièce d'équipement de jeux d'enfants. Toutefois, en février 2009, les représentants du gouvernement de ville ont reçu une note du musée national de l'aéronavale demandant que la ville assume l'entière responsabilité de l'entretien de la cellule prêtée et faire un effort pour empêcher les gens de monter sur ses ailes et le fuselage. En réponse à cette demande, la ville a installé des panneaux demandant aux visiteurs de ne pas grimper sur l'appareil.
L'Intrepid Sea-Air-Space Museum a récemment acquis un F9F-8 (AF-9J) (prêté par le musée national de l'aéronavale). Il a été construit dans l'usine Grumman de Bethpage en 1955 et retiré du service actif en 1965. Une fois restauré, il porte les couleurs du Fighter Squadron VF-61, qui volait basé sur l'Intrepid en 1956.
Un F9F-7 Cougar est exposé au Cradle of Aviation Museum (en) à Garden City, à Long Island (prêt de l'US Navy).

### Développement lié
- F9F Panther
- F-11 Tiger

### Aéronefs comparables
- F3H Demon
- F4D Skyray